# GGCT
GGCT (англ. Gamma-glutamylcyclotransferase) – білок, який кодується однойменним геном, розташованим у людей на 7-й хромосомі. Довжина поліпептидного ланцюга білка становить 188 амінокислот, а молекулярна маса — 21 008.
| 10         |  | 20         |  | 30         |  | 40         |  | 50         |
| ---------- |  | ---------- |  | ---------- |  | ---------- |  | ---------- |
| MANSGCKDVT |  | GPDEESFLYF |  | AYGSNLLTER |  | IHLRNPSAAF |  | FCVARLQDFK |
| LDFGNSQGKT |  | SQTWHGGIAT |  | IFQSPGDEVW |  | GVVWKMNKSN |  | LNSLDEQEGV |
| KSGMYVVIEV |  | KVATQEGKEI |  | TCRSYLMTNY |  | ESAPPSPQYK |  | KIICMGAKEN |
| GLPLEYQEKL |  | KAIEPNDYTG |  | KVSEEIEDII |  | KKGETQTL   |  |            |

A: Аланін

C: Цистеїн

D: Аспарагінова кислота

E: Глутамінова кислота

F: Фенілаланін

G: Гліцин

H: Гістидин

I: Ізолейцин

K: Лізин

L: Лейцин

M: Метіонін

N: Аспарагін

P: Пролін

Q: Глутамін

R: Аргінін

S: Серин

T: Треонін

V: Валін

W: Триптофан

Кодований геном білок за функціями належить до трансфераз, ацилтрансфераз, фосфопротеїнів. 
Задіяний у такому біологічному процесі, як альтернативний сплайсинг. 